# Maxym Petrenko
Maxym Petrenko (ukrajinsky: Максим Петренко; 7. ledna 1978 Luhansk, USSR – 15. října 2024) byl ukrajinský reprezentant ve sportovním lezení, mistr Ukrajiny a juniorský mistr světa v lezení na obtížnost. Vítěz otevřeného mistrovství České republiky.
Zemřel 15. října 2024 při obraně před ruskou invazí na Ukrajinu.

## Závodní výsledky
| Mistrovství světa | Mistrovství světa |
| Rok               | 1999              |
| ----------------- | ----------------- |
| Obtížnost         | 3                 |

| Mistrovství Ukrajiny | Mistrovství Ukrajiny | Mistrovství Ukrajiny |
| Rok                  | 2004                 | 2005                 |
| -------------------- | -------------------- | -------------------- |
| Obtížnost            | 1                    | 2                    |

| Mistrovství České republiky | Mistrovství České republiky |
| Rok                         | 1999                        |
| --------------------------- | --------------------------- |
| Obtížnost                   | 1                           |

| Mistrovství světa juniorů | Mistrovství světa juniorů | Mistrovství světa juniorů | Mistrovství světa juniorů |
| Rok                       | 1994 kat. A               | 1996 junioři              | 1997 junioři              |
| ------------------------- | ------------------------- | ------------------------- | ------------------------- |
| Obtížnost                 | 2-4                       | 1                         | 1                         |